# 山手幹線 (滋賀県)
山手幹線（やまてかんせん）は、滋賀県大津市神領4丁目から湖南市石部を結ぶ予定の滋賀県の都市計画道路である。
甲賀湖南道路と接続し、慢性的な渋滞の続く大津 - 栗東の国道1号のバイパスの役割を果たす道路として期待されている。栗東瀬田バイパスと呼ばれた区間とも重なる。

## 概要

### 路線データ
- 番号：3.3.6[4]
- 起点：大津市神領4丁目（瀬田南交点）
- 終点：湖南市石部
- 総延長：14.53 km
- 計画決定日：1972年（昭和47年）6月20日
- 計画車線数：4車線
- 計画幅員：22 m

### 供用区間
- 大津市神領4丁目（瀬田南交点） - 草津市岡本町（岡本町南交点）
  - 延長6.45 km、4車線。滋賀県道2号大津能登川長浜線に指定されている。新名神高速道路草津田上ICへのアクセス路などの役割を果たす。
- 草津市岡本町 - 草津市山寺町
  - 岡本町南交差点から上砥山ランプまでの延長3.0 kmは滋賀県道2号大津能登川長浜線として建設され、そのうち岡本町南交差点 - 山寺ランプは2025年（令和7年）3月23日に開通した[5]。
- 栗東市小野（小野ランプ） - 湖南市石部（石部ランプ）
  - 延長3.4 km、暫定2車線。国道1号栗東水口道路I（湖南市石部 - 栗東市上砥山）として2001年度に着工し、2016年（平成28年）3月19日、栗東水口道路IのI期区間である湖南市石部 - 栗東湖南IC - 栗東市小野間が暫定2車線で供用開始した[6][注 1]。

### 未供用区間
- 草津市山寺町 - 栗東市小野
  - 2016年（平成28年）より工事が着工し、2024年（令和6年）を目処に開通を目指していた[7][8]。上砥山ランプから小野ランプまでの延長0.9 kmは国道1号栗東水口道路IのII期区間として建設中である[9][10]。山寺ランプ - 上砥山ランプ - 小野ランプは2025年（令和7年）8月23日に暫定2車線で開通することが発表された[11]。これにより山手幹線は全線開通となる[12]。

## 通過する市町村
- 滋賀県

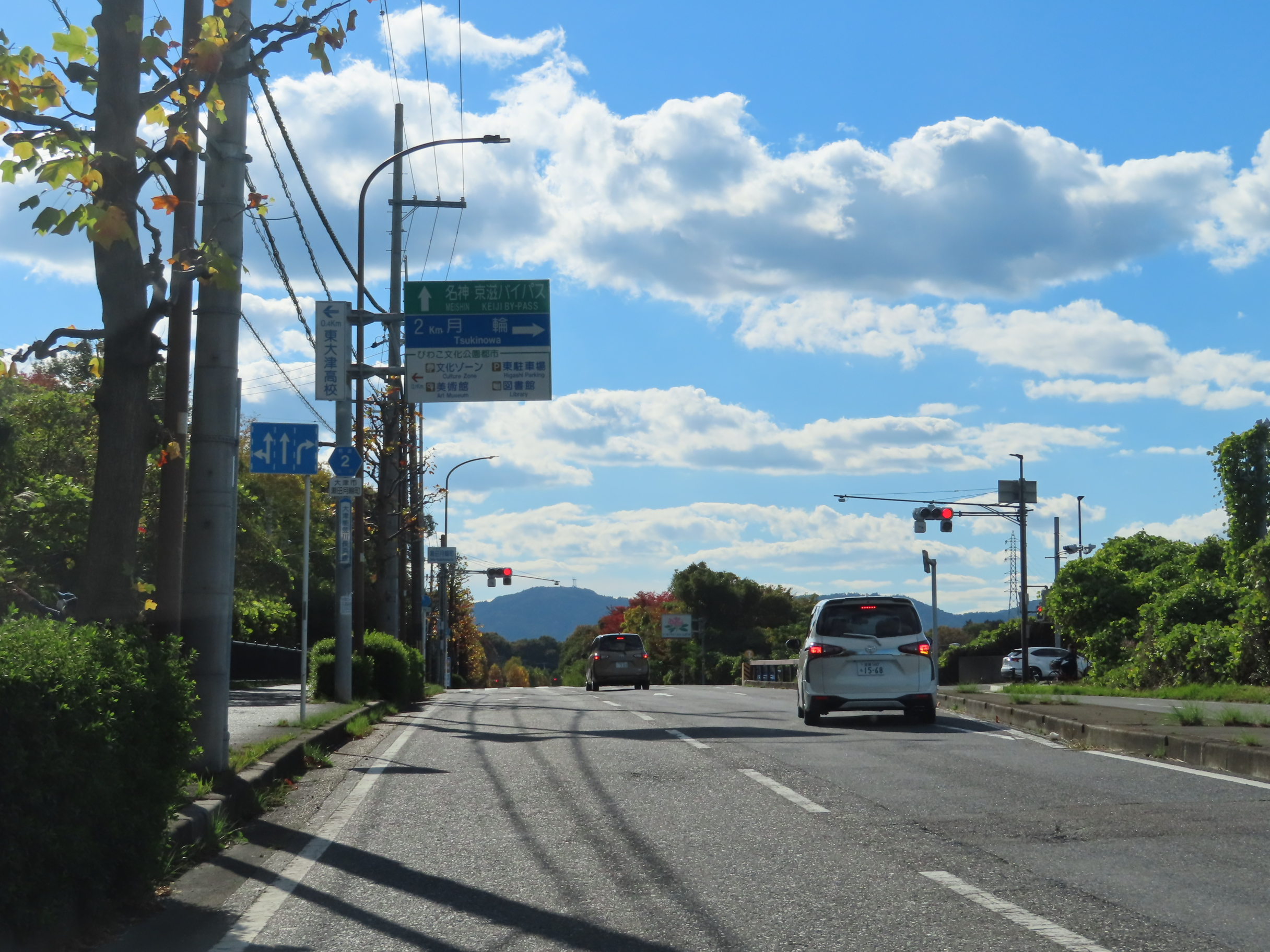
大津市瀬田月輪町

  - 大津市 - 草津市 - 栗東市 - 湖南市

## 交差する道路
| 地点名                                        | 接続する道路                                          | 備考                  | 所在地 |
| --------------------------------------------- | ----------------------------------------------------- | --------------------- | ------ |
| 滋賀京都連絡道路（国道1号）山科方面（調査中） |                                                       |                       |        |
| 瀬田南交点                                    | 滋賀県道16号大津信楽線                                |                       | 大津市 |
| 大津市神領4丁目                               | E88 京滋バイパス（国道1号）瀬田東IC                   |                       | 大津市 |
| 滋賀医科大学北口交点                          | 滋賀県道43号平野草津線                                |                       | 草津市 |
| 新名神・草津田上IC入口                        | 滋賀県道342号草津田上インター線                       |                       | 草津市 |
| 岡本町南交点                                  | 滋賀県道108号南郷桐生草津線                           |                       | 草津市 |
| ここから立体交差                              |                                                       |                       |        |
| 馬場ランプ                                    |                                                       |                       |        |
| 山寺ランプ                                    | 滋賀県道113号石部草津線                               |                       |        |
| 上砥山ランプ                                  | 滋賀県道117号川辺御園線                               | 2025年8月23日開通予定 |        |
| 小野ランプ                                    | 滋賀県道55号上砥山上鈎線                              |                       | 栗東市 |
| 五軒茶屋ランプ                                | - E1 名神高速道路 栗東湖南IC - 滋賀県道12号栗東信楽線 |                       | 栗東市 |
| 石部ランプ                                    | 滋賀県道・三重県道4号草津伊賀線                       |                       | 湖南市 |
| 甲賀湖南道路（国道1号）甲賀方面               |                                                       |                       |        |

上表のうち、背景が濃色である草津市の山寺ランプと栗東市の小野ランプの間は建設中であり、通行できない。

### 滋賀京都連絡道路

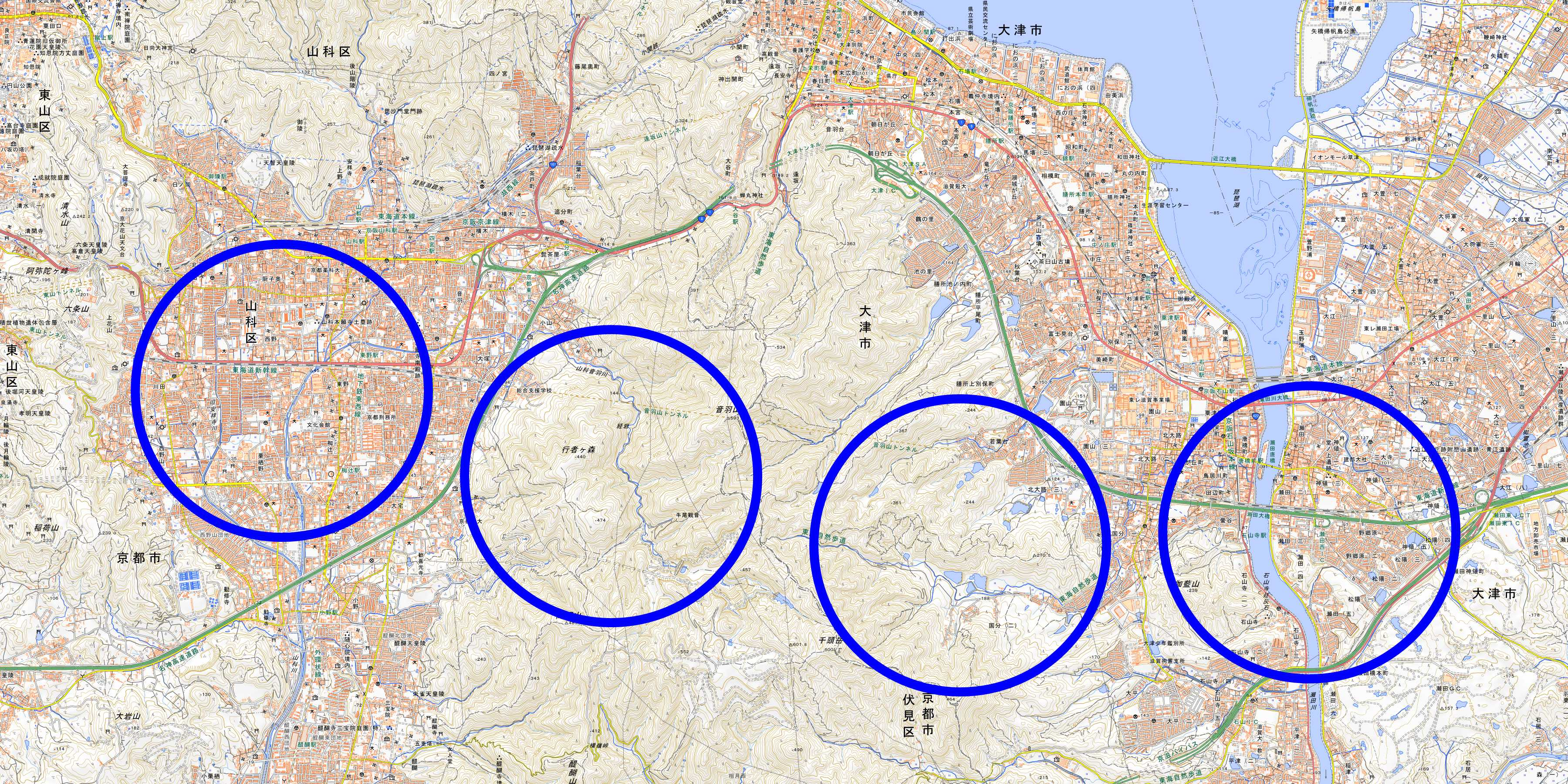
滋賀京都連絡道路の地図。東端付近に山手幹線の起点がある。

大津市と京都府京都市山科区を結ぶ高規格道路の計画。大津山科バイパスまたは山科大津バイパスとも呼ぶ。
2025年（令和7年）時点で京滋を逢坂山付近で結ぶ一般道は2車線の国道1号のみで、連続雨量200 mmで通行止めになる事前規制区間でもあるなど、防災や渋滞緩和が課題とされる。そのため、滋賀・京都間の新しい国道1号バイパス建設促進期成同盟会や新しい国道1号バイパス建設促進議員連盟がバイパスを要望していた。
2021年（令和3年）に広域道路ネットワークの高規格道路に設定され、検討会では国道1号のバイパスとして、山手幹線の起点付近から府県境にある牛尾山を経て山科駅南方の五条バイパスあるいは新十条通付近までの図が示された。2025年から概略ルート・構造の検討が行われる。

## 沿道
- 大津市公設地方卸売市場[19]
- 滋賀県立アイスアリーナ
- 龍谷大学瀬田キャンパス
- びわこ文化公園（滋賀県立近代美術館・滋賀県立図書館）
- 滋賀県立東大津高等学校
- 滋賀アリーナ
- 滋賀医科大学
- 滋賀県赤十字血液センター
- 立命館大学びわこ・くさつキャンパス
- 飛島グリーンヒル
- ダイキン工業滋賀製作所
- 滋賀県立国際情報高等学校